# Acalyptris extremus
Acalyptris extremus (лат.) — вид чешуекрылых из семейства молей-малюток. Название вида происходит от латинского слова extremus (крайний) по признаку уникальных чрезвычайно развитых роговидных отростков вальвы в мужских гениталиях.

## Распространение
Неотропика: Боливия (Yungas: Coroico, на высоте 1660 м).

## Описание
Мелкие молевидные чешуекрылые, размах крыльев около 5 мм. Длина переднего крыла самцов до 2,1 мм. От близких видов рода Acalyptris отличается по окраске, а также по гениталиям самцов с чрезвычайно развитыми роговидными отростками вальвы и её уникальная форма с сильно выпуклой внутренней долей. Основная окраска и серовато-коричневая. Усики из 39 члеников.
Челюстные щупики 5-члениковые. Глаза крупные, оцеллии отсутствуют. Имаго летают в июне. Гусеницы, предположительно, как и другие виды своего рода, минируют листья растений.

## Классификация
Вид включён в видовую группу Acalyptris fortis (species group). Таксон был впервые описан в 2020 году в ходе родовой ревизии, проведённой литовским лепидоптерологом Йонасом Римантасом Стонисом (Stonis Jonas R., Institute of Ecology, Nature Research Centre and Baltijos-Amerikos biotaksonomijos institutas, Вильнюс, Литва) и его коллегами по материалам из Нового Света.